# Hans Jákupsson Debes
Hans Jákupsson Debes (født 1723, død 1769) var lagmand på Færøerne fra 1752 til 1769.
Debes kom fra Oyri på Eysturoy og var gift med en datter af Sámal Pætursson Lamhauge, som han efterfulgte i lagmandsembedet.